# 罗克里弗 (怀俄明州)
罗克里弗（英語：Rock River）是美国怀俄明州奥尔巴尼县下属的一座城鎮。该鎮的人口在2000年为235人，2010年有245，2011年则估计有249人。